# Jesse Wielinga
Jesse Wielinga (Leerdam, 15 oktober 1994) is een Nederlands voetballer, die doorgaans speelt als middenvelder. In juli 2025 verruilde hij VV UNA voor SteDoCo.

## Clubcarrière
Wielinga speelde vanaf 2000 voor LRC Leerdam en stapte na twee jaar over naar de opleiding van RKC Waalwijk. Na het samengaan van de opleiding van RKC met die van Willem II werd de middenvelder opgenomen in de RJO Willem II/RKC. Wielinga maakte zijn debuut voor RKC op 22 augustus 2014, toen met 2–3 gewonnen werd van FC Den Bosch. Hij viel viel in de blessuretijd in voor Sander Duits. Na het seizoen 2014/15 verkaste hij naar FC Lienden.
Na een jaar werd SteDoCo zijn nieuwe club. Medio 2018 verlengde Wielinga zijn contract bij SteDoCo met drie seizoenen tot en met het seizoen 2020/21. Na dat seizoen trok hij naar IJsselmeervogels. Een half jaar na zijn komst naar IJsselmeervogels keerde Wielinga terug naar SteDoCo. In februari 2023 werd bekend dat hij de zomer erop naar VV UNA zou verkassen. Begin 2025 besloot Wielinga om in de zomer van dat jaar voor de tweede maal terug te keren bij SteDoCo.

## Clubstatistieken
| Seizoen | Club         | Competitie     | Competitie | Competitie | Beker | Beker | Internationaal | Internationaal | Totaal | Totaal |
| Seizoen | Club         | Competitie     | Wed.       | Dlp.       | Wed.  | Dlp.  | Wed.           | Dlp.           | Wed.   | Dlp.   |
| ------- | ------------ | -------------- | ---------- | ---------- | ----- | ----- | -------------- | -------------- | ------ | ------ |
| 2014/15 | RKC Waalwijk | Eerste divisie | 11         | 0          | 1     | 0     | —              | —              | 12     | 0      |
| Totaal  | Totaal       | Totaal         | 11         | 0          | 1     | 0     | 0              | 0              | 12     | 0      |

Bijgewerkt op 4 juli 2025.